# Бобровский уезд
Бобровский уезд — административно-территориальная единица в составе Воронежского наместничества, затем губернии, существовавшая в 1779—1928 годах. Уездный город — Бобров.

## География
Уезд располагался в центральной части Воронежской губернии, на севере граничил с Тамбовской губернией. Площадь уезда составляла в 1897 году 8 159,7 верст² (9 286 км²), в 1926 году — 8 238 км².

## История
Уезд образован в 1779 году в составе Воронежского наместничества (с 1796 года — Воронежской губернии).
30 июля 1928 года Воронежская губерния и все уезды были упразднены. На территории Бобровского уезда был образован Бобровский район Воронежского округа Центрально-Чернозёмной области. Одновременно город Бобров передан в Бобровский район Воронежского округа Центрально-Чернозёмной области, город Бутурлиновка — в Бутурлиновский район Воронежского округа Центрально-Чернозёмной области.

## Население
По данным переписи 1897 года в уезде проживало 286 745 чел. В Боброве проживало 3 884 чел.
По итогам всесоюзной переписи населения 1926 года население уезда составило 353 858 человек, из них городское — 44 941 человек.

### Языковой состав
Родной язык населения Бобровского уезда по данным переписи 1897 года:
| Язык                       | Численность, чел. | Доля     |
| -------------------------- | ----------------- | -------- |
| Русский («великорусский»)  | 238 529           | 83,19 %  |
| Украинский («малорусский») | 47 339            | 16,51 %  |
| Другие                     | 877               | 0,30 %   |
| Итого                      | 286 745           | 100,00 % |

## Административное деление
В 1890 году в состав уезда входило 24 волости:
| № п/п | Волость              | Волостное правление    | Число селений | Население |
| ----- | -------------------- | ---------------------- | ------------- | --------- |
| 1     | Александровская      | с. Самовец             | 15            | 8379      |
| 2     | Бобровская           | сл. Чуканка            | 8             | 16402     |
| 3     | Бутурлиновская       | сл. Бутурлиновка       | 4             | 24458     |
| 4     | Василевская          | сл. Васильевка         | 9             | 11407     |
| 5     | Велико-Архангельская | с. Великоархангельская | 12            | 9862      |
| 6     | Верхо-Тишанская      | с. Верхотишанка        | 3             | 9693      |
| 7     | Верхо-Тойденская     | с. Верхотойда          | 4             | 5002      |
| 8     | Козловская           | с. Козловка            | 7             | 16250     |
| 9     | Мартыновская         | с. Мартын              | 7             | 6703      |
| 10    | Масловская           | сл. Масловка           | 6             | 5370      |
| 11    | Матренская           | с. Матренки            | 13            | 11395     |
| 12    | Мечетская            | с. Мечетка 1-я         | 5             | 5334      |
| 13    | Михайловская         | с. Михайловка          | 10            | 7072      |
| 14    | Ново-Курлакская      | с. Новый Курлак        | 6             | 9697      |
| 15    | Ново-Покровская      | с. Новопокровское      | 3             | 5889      |
| 16    | Ново-Чигольская      | с. Новая Чигла         | 3             | 15253     |
| 17    | Пчелиновская         | с. Пчелиновка          | 6             | 6568      |
| 18    | Садовская            | с. Садовое 1-е         | 6             | 10051     |
| 19    | Сергеевская          | с. Сергеевка           | 3             | 3855      |
| 20    | Средне-Икорецкая     | с. Средний Икорец      | 3             | 12883     |
| 21    | Старо-Тойденская     | с. Старая Тойда 1-я    | 5             | 11769     |
| 22    | Хреновская           | с. Хреновое            | 8             | 15148     |
| 23    | Чесменская           | с. Чесменка            | 5             | 14265     |
| 24    | Щученская            | с. Щучье               | 12            | 16896     |

В 1913 году в уезде было 25 волостей, образована Коршевская волость (с. Коршев).

## Населённые пункты
По переписи 1897 года наиболее крупные населённые пункты уезда:
| - сл. Бутурлиновка - 23443 чел.; - с. Новая Чигла - 12365 чел.; - с. Козловка - 11530 чел.; - с. Верхняя Тишанка - 7925 чел.; - с. Коршево - 7027 чел.; - с. Хреновое - 6612 чел.; - с. Ново-Покровское - 5486 чел.; - с. Верхний Икорец - 5324 чел.; - с. Орловка - 4559 чел.; | - с. Сухая Берёзовка - 4510 чел.; - сл. Велико-Архангельская - 4498 чел.; - с. Старая Тойда - 4215 чел.; - с. Мечётка - 4194 чел.; - город Бобров – 3884 чел.; - с. Матрёнка - 3779 чел.; - с. Липовка - 3645 чел.; - с. Садовое - 3564 чел.; | - с. Щучье - 3551 чел.; - с. Семёно-Александровка - 3420 чел.; - с. Нижний Икорец - 3372 чел.; - сл. Васильевка - 3341 чел.; - с. Новый Курлак - 3223 чел.; - с. Борщёвские Пески - 3198 чел.; - с. Старый Курлак - 3164 чел.; - с. Эртиль - 3115 чел.; |